# Route nationale 129
Die Route nationale 129, kurz N 129 oder RN 129, ist eine französische Nationalstraße.
Die Straße wurde 1824 zwischen einer Straßenkreuzung mit der ehemaligen Nationalstraße 21 südlich von Auch und der spanischen Grenze am Port d’Ourdissetou festgelegt und geht auf die Route impériale 149 zurück. Über den 2403 Meter hohen Pass wurde die Straße nie ausgebaut, sodass dieser bis heute nur erwandert werden kann. Fahren kann man bis zum 1560 Meter hoch liegenden Hospice de Riomajou. Die Länge exklusive Wanderweg beträgt 115 Kilometer.
1933 wurde deswegen der Straßenverlauf aus der Ortschaft Vallée du Rioumajou herausgenommen, die Straße bis zum Hospice zur Départementsstraße 19 abgestuft und gleichzeitig ab Tramezaïgues nach Aragnouet-Fabian verlängert. 1957 wurde die Straße dann bis zur Staumauer des Lac de Cap-de-Long verlängert. Die Länge betrug nun 122,5 Kilometer. 1973 wurde der komplette Straßenverlauf der N 129 abgestuft. 1978 wurde die Nummer für die Verbindung zwischen der Abfahrt 24 der Autobahn 7 und der Nationalstraße 7 bei Avignon vergeben. Dieser ist seit 2023 zur Departementstraße abgestuft.